# Équipe cycliste Vitalicio Seguros-Grupo Generali
L'équipe Vitalicio Seguros-Grupo Generali est une ancienne équipe cycliste professionnelle espagnole, créée en 1998, et disparue à la fin de l'année 2000. Elle était sponsorisée par Vitalicio Seguros, filiale du groupe Generali.

## Principaux coureurs
- Hernán Buenahora (1998-1999)
- Santiago Blanco (1998-2000)
- Ángel Casero (1998-1999)
- Daniel Clavero (1998-1999)
- Juan Carlos Domínguez (1998-2000)
- Óscar Freire (1998-1999)
- Igor González de Galdeano (1999-2000)
- Pedro Horrillo (1998-2000)
- Jan Hruška (2000)
- Miguel Ángel Martín Perdiguero (2000)
- Juan Miguel Mercado (1998-2000)
- Iván Parra (1999-2000)
- Víctor Hugo Peña (1999-2000)
- Luis Pérez Rodríguez (2000)
- Tobias Steinhauser (1998)
- Andrei Zintchenko (1998-1999)

## Principales victoires
Courses par étapes
- Tour de Catalogne : 1998 (Hernán Buenahora)
- Tour d'Aragon : 1999 (Juan Carlos Domínguez)
- Tour des Asturies : 1999 (Juan Carlos Dominguez)
- Tour de La Rioja : 1999 (Juan Carlos Dominguez)
- Tour de France
  - 2 participations
  - Meilleur classement individuel : Ángel Casero, 5e en 1999
- Tour d'Espagne
  - 3 participations
  - 6 victoires d'étapes :
    - 3 en 1998 : Andrei Zintchenko
    - 2 en 1999 : Igor González de Galdeano
    - 1 en 2000 : Álvaro González de Galdeano

  - Meilleure place individuelle : Igor González de Galdeano, 2e en 1999
- Tour d'Italie
  - 3 participations
  - 4 victoires d'étapes, en 2000 : Jan Hruška (2), Víctor Hugo Peña, Álvaro González de Galdeano
  - 1 victoire au classement par équipes, en 1999
  - Meilleur classement individuel : Daniel Clavero, 5e en 1998

Championnats nationaux
- Championnat d'Espagne sur route : 1998, 1999 (Ángel Casero) et 2000 (Álvaro González de Galdeano)

Championnats du monde
- Championnat du monde sur route 1999 : Óscar Freire